# 1759
Cette page concerne l'année 1759  du calendrier grégorien.
L'année 1759 est une année commune qui commence un lundi.

## Événements
- 12 février : Ali II Bey succède à son frère Mohammed comme bey de Tunis (fin en 1782)[1]. Il favorise les Européens, en particulier les Français et les Britanniques.
- 18 février : Lally lève le siège de Madras[2]. Les Français perdent Masulipatam en mars.
- 7 mars-7 avril : siège de Masulipatam[3].
- 1er septembre[4] : le maréchal mandchou Zhaohui (Chao Hui) s’empare de Kachgar et de Yarkand. La Kachgarie est annexée à la Chine sous le nom de « nouvelle marche » : Xinjiang.
- 10 septembre : bataille de Pondichéry ou de Porto Novo disputé entre l'escadre française de l’amiral d’Aché et celle britannique du vice-amiral George Pocock, sans résultats[5].
- 30 septembre : victoire française dans un combat avec les Anglais à Vandavachi, près de Pondichéry[6].
- 6 octobre : le Birman Alaungpaya fait massacrer les occupants du comptoir de la Compagnie anglaise des Indes orientales sur l’île de Negrais[7].
- 25 novembre :
  - Birmanie : les Hollandais sont vaincus définitivement par les Britanniques à Bedara[8].
  - Un tremblement de terre fait 20 000 victimes à Baalbek au Liban[9].

### Amérique

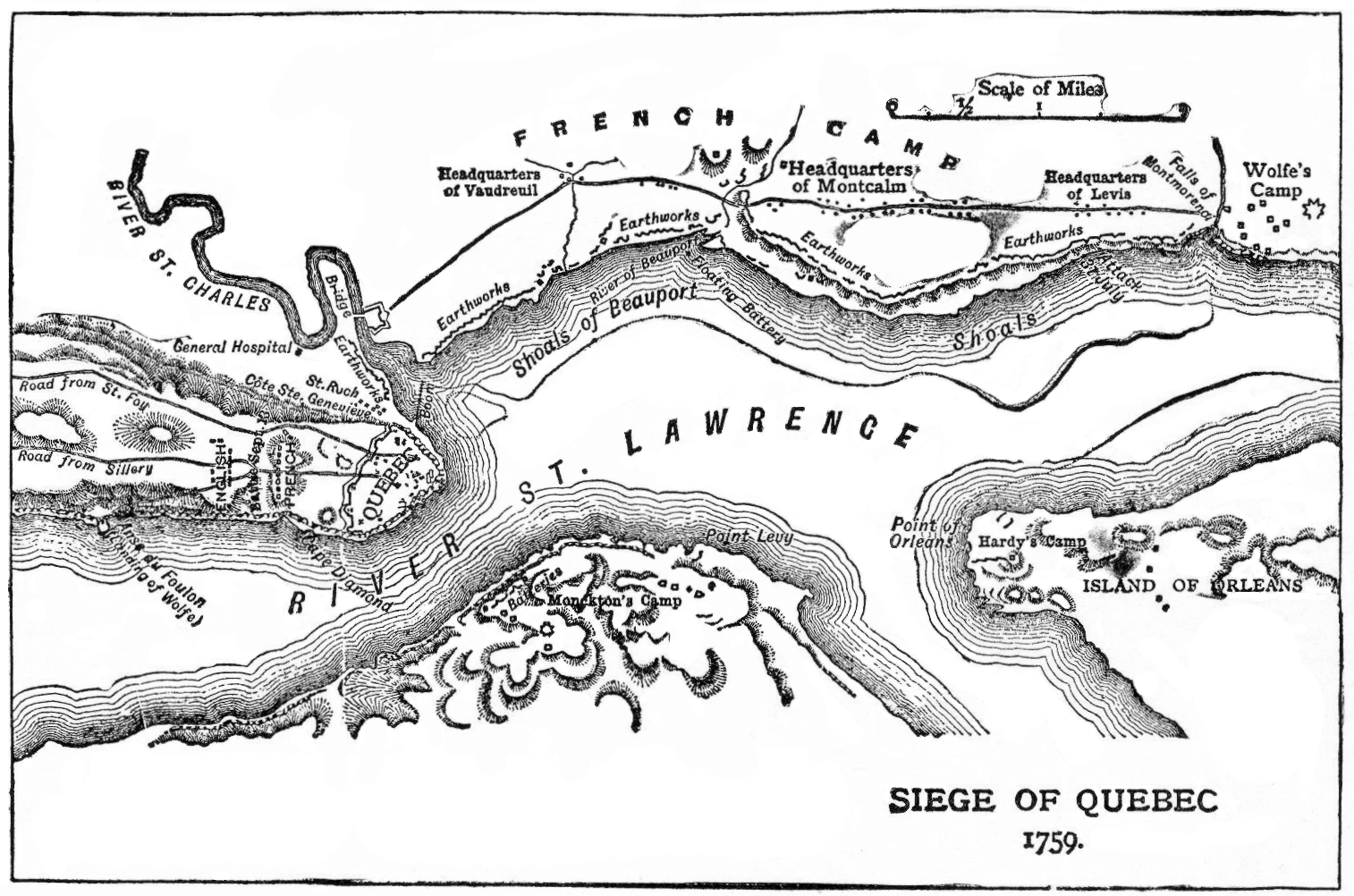
26 juin : Début du siège de Québec

- 6 janvier : George Washington  épouse Martha Dandridge Custis[10].
- 16 janvier : les Britanniques attaquent la Martinique et sont repoussés[11].
- 2 mai : les Britanniques Hopson (en) et Moore occupent Basse-Terre à la Guadeloupe dans les Antilles françaises[12].
- 26 juin : début du siège de Québec[13]. Les Britanniques du général James Wolfe, épaulés par les navires de Saunders, débarquent des troupes à l’embouchure du Saint-Laurent. Ils atteignent Québec en juin. La ville est bombardée pendant deux mois à partir du 12 juillet et tombe le 18 septembre à l’issue de la bataille des plaines d'Abraham[14].
- 21 juillet : décret royal d’expulsion des jésuites du Brésil promulgué à l’instigation du Marquis de Pombal, premier ministre du Portugal[15]. Après leur expulsion, un enseignement laïc se développe : l’État prend en main les collèges et les écoles des Pères.
- 26 juillet : prise de Fort Niagara par les Britanniques[16].
- 31 juillet : victoire française à la bataille de Beauport, à Québec[17].
- 13 septembre : bataille des plaines d'Abraham, les Britanniques sous le commandement du général James Wolfe défont les Français sous le commandement du général Louis-Joseph de Montcalm devant la ville de Québec au Canada. Wolfe meurt au combat et Montcalm est mortellement blessé[13].
- 18 septembre : capitulation de Québec. Jean-Baptiste Nicolas Roch de Ramezay, lieutenant du roi à Québec, remet la ville au général George Townshend, successeur de Wolfe[13]. Le 21 septembre : les habitants de Québec ayant quitté la ville sont autorisés à revenir prendre possession de leurs biens à la condition de prêter un serment de fidélité au roi de Grande-Bretagne[18].
- 29 septembre, Mexique : naissance du volcan El Jorullo à Michoacán[19].
- Révolte des noirs dans les Antilles britanniques[20].

### Europe
- 12 janvier, Provinces-Unies : début de la régence du duc de Brunswick à la mort d’Anna (fin en 1766)[21].
- 13 janvier : plusieurs nobles, dont la famille Távora sont exécutés pour la tentative de régicide sur Joseph Ier de Portugal[15].
- 25 février : convention russo-suédoise, à laquelle s’associent la France et le Danemark, pour fermer l’accès de la Baltique aux navires de guerre étrangers[22].
- 13 avril : victoire française du duc de Broglie à Bergen, sur le Main[23].
- 12 juin : le maréchal de Contades et le duc de Broglie, qui avancent en Hesse, prennent Münden, puis Cassel le 17 et de Minden le 9 juillet. Münster se rend le 25 juillet au marquis d'Armentières[24].
- 16 juin : Sebastião José de Carvalho e Melo (futur marquis de Pombal) est nommé comte d’Oeiras[25].
- 18 juin : Guillaume du Tillot devient le principal ministre du duché de Parme[26] (fin en 1771). Admirateur de Colbert, il s’entoure d’administrateurs français qui contrôlent rapidement les rouages de l’État et l’économie, suscitant un sentiment antifrançais tenace qui réduit la marge manœuvre du ministre. Il organise les eaux et forêts à la française, favorise la culture du lin, du chanvre, de la vigne, les prairies artificielles et la pomme de terre. Routes et canaux sont entretenus et les manufactures (textiles, faïence, glaces) sont encouragées. Les corporations et les mesures protectionnistes restent en place. Guillaume Dutillot accepte l’Encyclopédie et nomme Condillac précepteur du prince héritier. Le duché vit à l’heure française. Une nouvelle bibliothèque est créée par le théatin Paciaudi, l’enseignement est réformé et en partie confié à l’État, les arts et les lettres sont protégés, la ville embellie, l’hygiène améliorée.
- 4 juillet : Le Havre est bombardé par la flotte britannique[27].
- 23 juillet : les Russes de Piotr Saltykov battent Dohna à Palzig et s’ouvrent la route de l’Oder, de Francfort et de Berlin[28]. La division des alliés les empêche d’exploiter leur victoire.
- 1er août : défaite française à Minden, sur la Weser, battu par les Prussiens de Ferdinand de Brunswick-Lunebourg[29]. Les Français évacuent la Hesse et se retirent à Francfort[24].
- 5 août : les Impériaux de Frédéric de Deux-Ponts prend Leipzig aux Prussiens, puis Torgau le 14, Wittemberg le 21 et Dresde le 5 septembre[24].
- 10 août : à la mort de Ferdinand VI d'Espagne, les enfants de issus du mariage en secondes noces de son père Philippe V d'Espagne avec Élisabeth Farnèse accèdent au pouvoir (Espagne, Parme, Naples)[30].

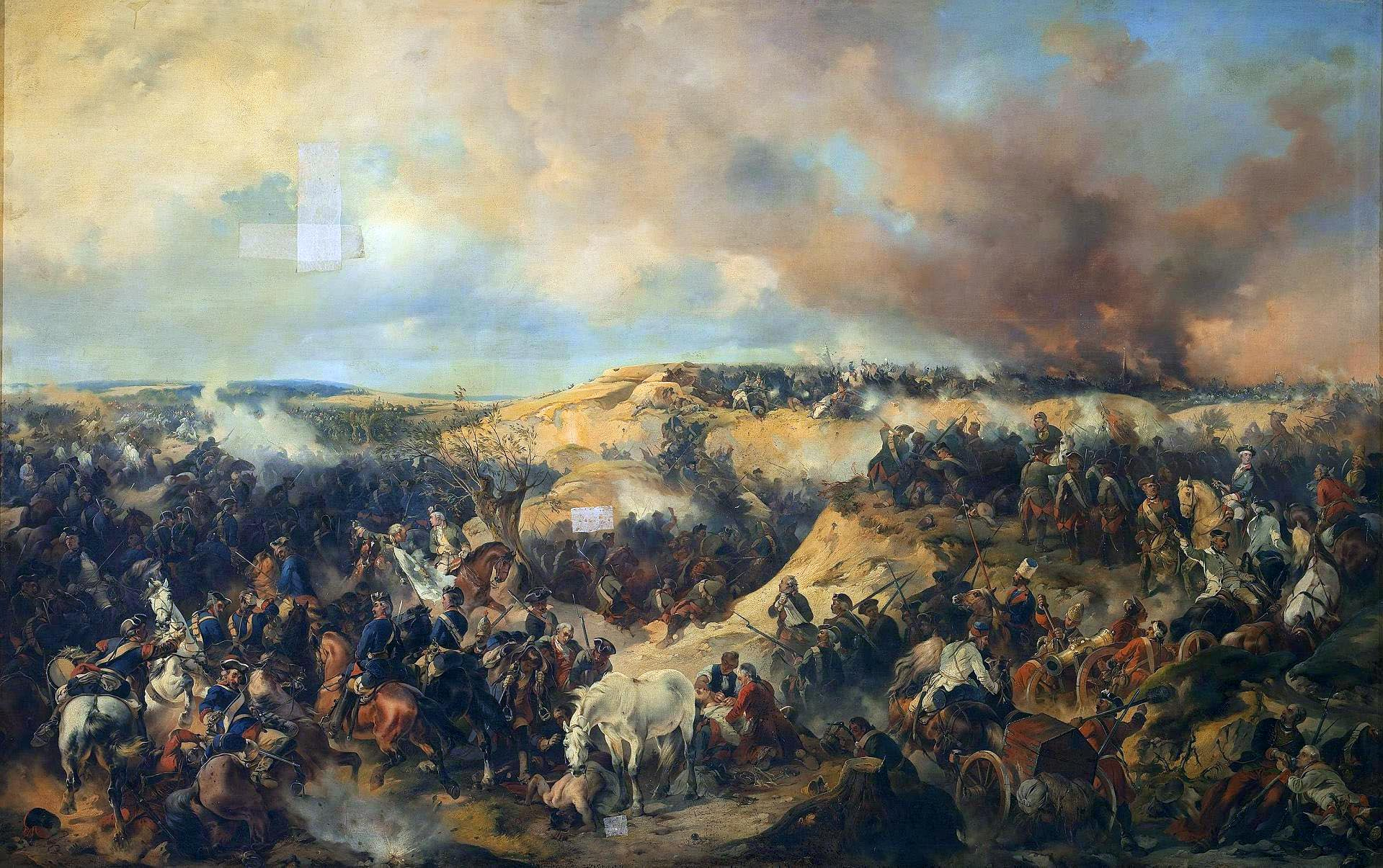
12 août : bataille de Kunersdorf

- 12 août : sanglante victoire des Russes et des Autrichiens sur Frédéric II de Prusse à Künersdorf, en Brandebourg[24].
- 17 août : Choiseul ordonne une concentration des forces sur mer pour débarquer en Écosse et dans l’estuaire de la Tamise. L’escadre de Toulon (14 vaisseaux) force le blocus, passe Gibraltar, mais est rattrapée par l’amiral Boscawen et est vaincue au large du Portugal à la bataille de Lagos[11].
- 3 septembre : les Jésuites sont expulsés du Portugal. Carvalho e Melo se livre à une véritable chasse aux jésuites suspects d’opposition. Le père Gabriel Malagrida, soupçonné d’avoir encouragé depuis son exil de Setúbal le complot de 1758 est dégradé et brûlé (1761)[31].
- 10 septembre : victoire suédoise sur la Prusse à la bataille de Neuwarp[32].
- 25 septembre : victoire prussienne sur l’Autriche à la bataille de Hoyerswerda[33].
- 28 septembre : Berlin capitule et est mise à sac[22]. Elle doit payer 1,5 million de thalers. Les Russes refusent de marcher sur la Silésie, mais les Autrichiens y rappellent leur armée pour y recommencer leur guerre de siège.
- 5 octobre : début du règne de Ferdinand IV, roi de Naples (fin en 1825)[30]. Charles VII de Naples doit regagner l’Espagne à la mort de son frère Ferdinand VI. Le royaume de Naples passe à son troisième fils Ferdinand IV, un enfant qui gouverne avec un Conseil de régence présidé par Tanucci, qui devient tout puissant, même après la majorité du prince en 1767.

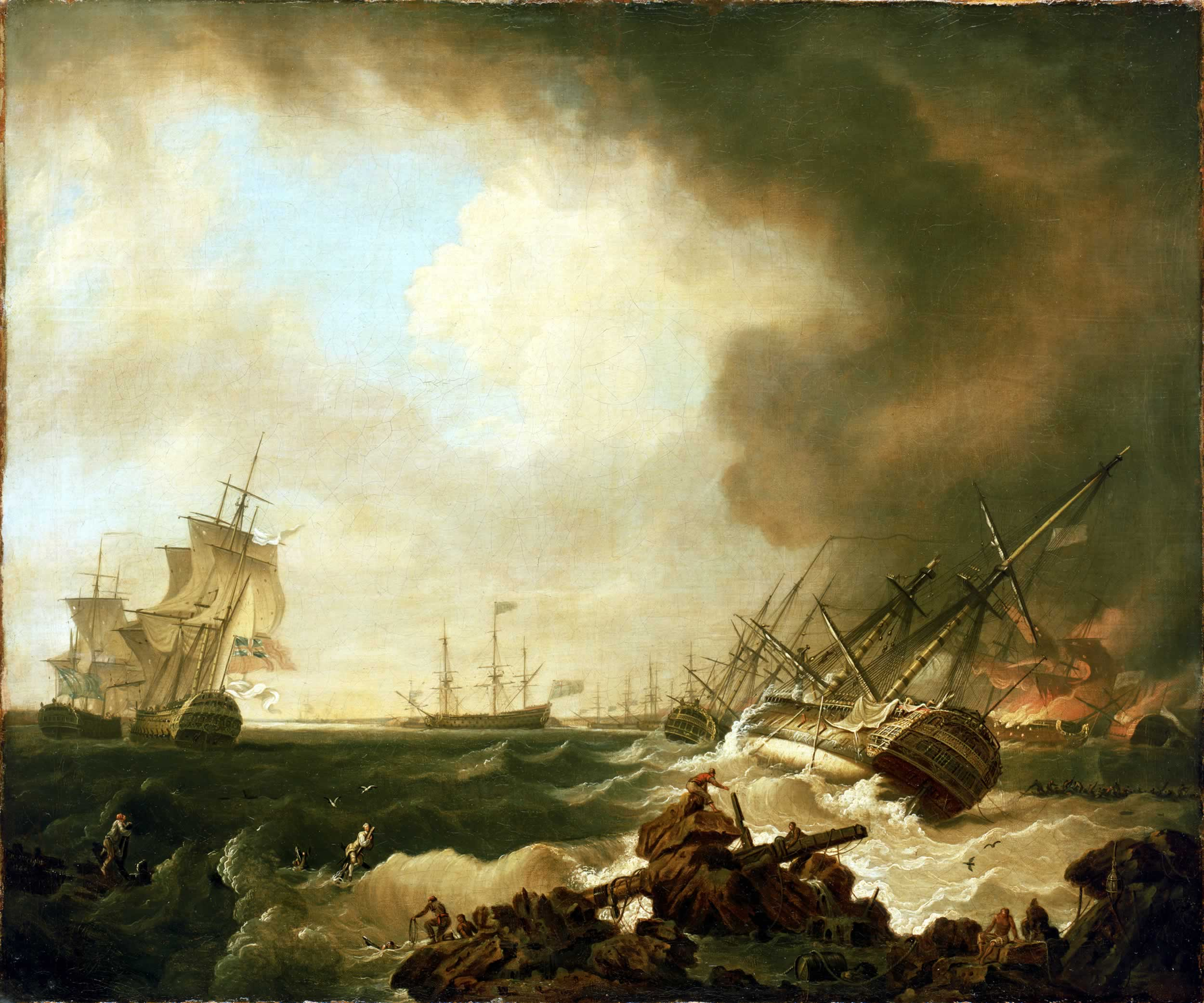
21 novembre : le lendemain de la bataille des Cardinaux… par Richard Wright

- 14 novembre : l’escadre de Brest (18 vaisseaux) tente une sortie et rencontre la croisière britannique de Hawke (30 vaisseaux)[34].
- 20 novembre : bataille des Cardinaux ; la flotte britannique défait l’escadre de Brest qui subit de lourdes pertes dans la baie de Quiberon en Bretagne[29]. Les débris de la flotte française sont bloqués dans les ports.
- 21 novembre : victoire autrichienne sur la Prusse à la bataille de Maxen ; le roi de Prusse parvient cependant à maintenir ses positions en Saxe[24].
- 3 décembre : victoire autrichienne sur la Prusse à la bataille de Meissen[35].

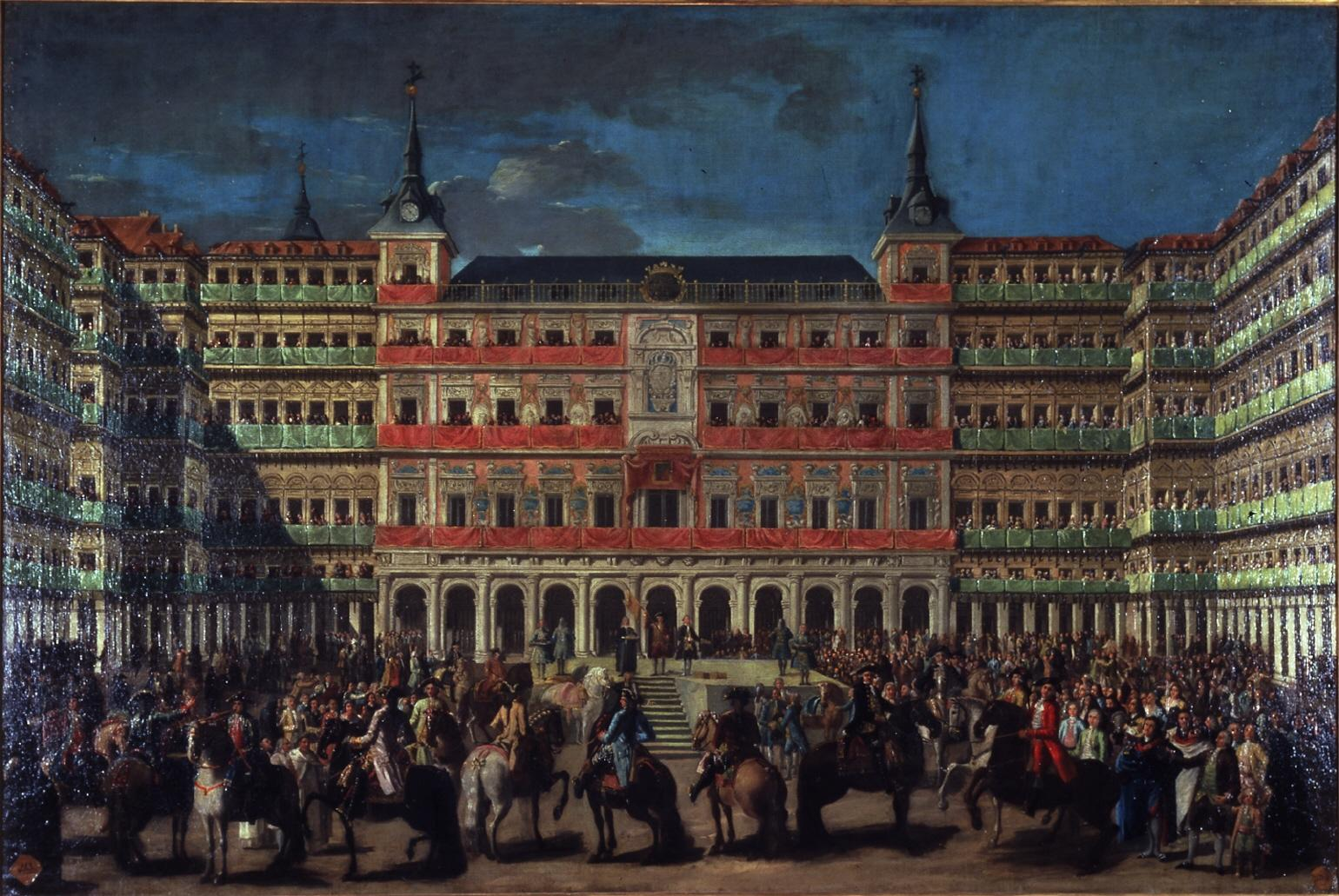
9 décembre : Arrivée de Charles III d'Espagne à Madrid

- 9 décembre : arrivée de Charles III d'Espagne à Madrid[36] (fin de règne le 4 décembre 1788). Roi de Naples de 1734 à 1759, il s’entoure de ministres éclairés comme Esquilache (qui était déjà son conseiller à Naples, fin en 1766), puis Floridablanca, Aranda et Campomanes.

## Naissances en 1759
- 26 janvier : Robert Burns, poète britannique (poète national écossais) († 21 juillet 1796).
- 10 février : Carlo Lasinio, graveur italien († 29 mars 1838).
- 9 mars : Charles-Louis Huguet de Sémonville, homme politique et diplomate français († 11 avril 1839).
- 16 mars : John Nicholl, député et juge gallois († 26 août 1838).
- 19 mars : Domenico Pellegrini, peintre italien († 4 mars 1840).
- 2 avril : Joseph d'Audibert de Ramatuelle, officier de marine français († 19 octobre 1840).
- 27 avril : Mary Wollstonecraft, maîtresse d'école, femme de lettres, philosophe et féministe anglaise († 10 septembre 1797).
- 6 mai : François Andrieux : homme de loi et Académicien français († 10 mai 1833).
- 23 mai : António da Silva Leite, organiste, guitariste, pédagogue et compositeur portugais († 10 janvier 1833).
- 24 mai : Wilhelm Friedrich Ernst Bach, claveciniste allemand († 25 décembre 1845).
- 28 mai : William Pitt le Jeune, homme politique britannique († 23 janvier 1806).
- 10 juillet : Pierre Joseph Redouté, peintre de fleurs français († 19 juin 1840).
- 19 juillet : Jacques Anselme Dorthès, médecin et naturaliste français († 1794).
- 24 août : Étienne-Barthélémy Garnier, peintre français († 16 novembre 1849).
- 12 septembre : Maximilian von Montgelas, homme d’État bavarois d’origine savoisienne († 14 juin 1838).
- 15 septembre : Cornelio Saavedra, militaire espagnol puis argentin († 29 mars 1829).
- 15 octobre : Charles Alexandre François Rasse de Gavre, militaire et homme politique au service du Saint-Empire, puis du premier Empire français sous Napoléon, et enfin du royaume uni des Pays-Bas († 2 août 1832).
- 26 octobre : Georges Jacques Danton, homme d'État († 5 avril 1794).
- 7 novembre : Jean Antoine Rossignol, militaire français, général de la Révolution française († 27 avril 1802).
- 15 novembre : Hérault de Séchelles, homme d'État français († 5 avril 1794).
- 16 décembre : Charles Guillaume Alexandre Bourgeois, peintre, graveur, physicien et chimiste français († 7 mai 1832).
- Date précise inconnue :
  - Jean-Baptiste Mallet, peintre français († 16 août 1835).
  - Jean-Louis Prieur, peintre et dessinateur français († 7 mai 1795).
- Vers 1759 :
- Marco Gozzi, peintre de paysage italien († 1839).

## Décès en 1759
- 13 janvier : José de Mascarenhas da Silva, seigneur portugais, brûlé vif à Santa Maria de Belém (° 2 octobre 1708).
- 23 février : François-Zacharie de Pourroy de l'Auberivière de Quinsonas, homme de lettres français (° 5 novembre 1719).
- 27 février : Jakob Theodor Klein, naturaliste allemand (° 15 août 1685).
- 10 mars : Nicolas de Saulx-Tavannes, cardinal français, archevêque de Rouen (° 9 septembre 1690).
- 27 mars : August Johann Rösel von Rosenhof (ou Roesel), artiste et naturaliste allemand (° 30 mars 1705).
- 29 mars : Pierre-Charles Le Mettay, peintre et dessinateur français (° 19 juillet 1726).
- 14 avril : Georg Friedrich Händel, compositeur britannique d’origine allemande (° 23 février 1685).
- 30 avril : Bernardo De Dominici, peintre et historien de l'art italien (° 1683).
- 12 mai : Lambert Sigisbert Adam, dit Adam l'Aîné, sculpteur français (° 10 octobre 1700).
- 12 juin : William Collins, poète britannique (° 25 décembre 1721).
- 27 juillet : Pierre Louis Maupertuis, mathématicien et astronome français (° 17 juillet 1698).
- 10 août : Ferdinand VI d'Espagne, roi d'Espagne et des Indes (° 23 septembre 1713).
- 24 août : Ewald Christian von Kleist, poète allemand (° 3 mars 1715).
- 13 septembre : James Wolfe, général britannique (° 2 janvier 1727).
- 14 septembre : Louis-Joseph de Montcalm, général français (° 28 février 1712).
- 10 décembre : Giuliano Giampiccoli, graveur italien (° 1698).